# Iwanowka (rejon iwantiejewski)
Iwanowka (ros. Ивановка) – wieś (sieło) w Rosji, w obwodzie saratowskim, w rejonie iwantiejewskim. W 2010 liczyła 934 mieszkańców.